# Bühnenwatch
Bühnenwatch ist ein 2011 entstandener Zusammenschluss von Personen aus Kunst, Wissenschaft und Journalismus, der in der Öffentlichkeit mit Kritik an rassistischen bzw. so verstandenen Praktiken und Aufführungen in der deutschen Theaterlandschaft in Erscheinung tritt. Vorsitzende oder sonstige offizielle Sprecher gibt es nicht, einzelne Mitglieder haben aber verschiedenen Medien Interviews gegeben.

## Entstehung: „Ich bin nicht Rappaport“
Ende 2011 / Anfang 2012 sah sich Dieter Hallervorden als Künstlerischer Leiter des Berliner Schlosspark Theaters Rassismus-Vorwürfen ausgesetzt. Für die Aufführung des Stücks Ich bin nicht Rappaport des US-amerikanischen Autors Herb Gardner war die Figur des schwarzen Midge Carter mit dem weißen Darsteller Joachim Bliese besetzt worden. Es wurde behauptet, das Werbeplakat, das Hallervorden und den schwarz geschminkten Bliese zeigte, werde teilweise als anstößig empfunden. Einen daraufhin von Kritikern verfassten Brief beantworteten die Theaterleiterin Evangelia Epanomeritaki und der Regisseur Thomas Schendel dahingehend, dass die Besetzung eines schwarzen Amerikaners durch einen weißen Schauspieler im deutschsprachigen Raum einer langen, nicht rassistischen Tradition folge. Zudem gehörten kaum einem Ensemble im deutschsprachigen Raum schwarze Schauspieler an, da das Stückerepertoire der Theater zu wenige Rollen biete, die eine Festanstellung rechtfertigten.
Der bis dahin wenig wahrgenommene Protest wuchs nunmehr beträchtlich an. Es folgte eine ausführliche Medienberichterstattung. Während Fürsprecher des Theaters darauf verwiesen, dass es prinzipiell möglich sein müsse, dass jeder Schauspieler jede Figur spiele, und das Stück selbst eine antirassistische Botschaft habe, hoben die Kritiker hervor, dass die in dem Brief des Theaters ungewollt eingestandene Besetzungspolitik an deutschen Theatern diesen Grundsatz eben nicht beherzige. Vielmehr würden weiße Darsteller prinzipiell für alle Rollen, sogar schwarze, als geeignet angesehen, umgekehrt schwarze Darsteller aber nur für ausdrücklich schwarze Rollen. Andere Autoren machten darauf aufmerksam, dass diese Problematik in Deutschland nicht nur für Schwarze, sondern generell für Bürger mit Migrationshintergrund bestehe. Die Auseinandersetzung drehte sich des Weiteren um die Frage, ob es sich bei der Inszenierung um einen Fall des Blackface handelte. Blackface ist eine rassistisch geprägte Theater- und Unterhaltungsmaskerade, die in den Minstrel Shows des 19. Jahrhunderts in den Vereinigten Staaten entstand. Die Debatte fand auch in ausländischen Medien Beachtung.
Während der Debatte wurde Bühnenwatch von Kritikern, die über ihre gemeinsame Haltung zueinander fanden, gegründet. Die Gruppe kam mit kontrovers diskutierten Aktionen ins Gespräch.

## Störaktion im Deutschen Theater
Bei der Aufführung des Stücks Unschuld von Dea Loher am Deutschen Theater (Regie: Michael Thalheimer) verließ in der ersten Szene, in der der schwarz geschminkte Schauspieler Andreas Döhler als der afrikanische Immigrant Elisio auftrat, ein Teil des Publikums demonstrativ den Zuschauerraum. Anschließend wurden Handzettel an die später herausströmenden Zuschauer verteilt, in denen die Aktion als Protest gegen die nach Auffassung von Bühnenwatch rassistische Inszenierung erklärt wurde. Die Maske entspreche der rassistischen Tradition des Blackface. Ein solches rassistisch konnotiertes Stilmittel könne nicht einfach umgedeutet und zu antirassistischen Zwecken eingesetzt werden. Die anwesende Chefdramaturgin des Deutschen Theaters, Sonja Anders, suchte unmittelbar nach der Aktion das Gespräch und lud die Kritiker zu einem Gespräch ins Deutsche Theater, das wenige Wochen später auch stattfand.
Die Störaktion fand ein ähnliches Medienecho wie der Protest gegen die Aufführung am Schlosspark Theater. Angefeuert wurde die Debatte durch die Tatsache, dass kurz zuvor der US-amerikanische Autor Bruce Norris die Aufführung seines Stücks Clybourne Park am Deutschen Theater untersagt hatte, weil die ausdrücklich als schwarze Figur beschriebene Francine von einem weißen Mitglied des Ensembles dargestellt werden sollte; seit der Uraufführung am Hamburger Thalia Theater wurden die schwarzen Rollen des Stücks weit überwiegend von weißen Schauspielern gespielt, obwohl der Text grundsätzlich schwarze Darsteller für diese Rollen vorsieht. Das Deutsche Theater entschied sich, auf die Kritik zu reagieren, und wählte für die weiteren Aufführungen von Unschuld eine andere Maske. Intendant Ulrich Khuon erklärte in Interviews, sich in einem Reflexionsprozess zu befinden. Schwarze Künstler nahmen die Debatte zum Anlass, das Thema Rassismus und deutsches Sprechtheater grundsätzlich zu beleuchten.
Atif Hussein, Mitglied von Bühnenwatch, kritisierte auch Lohers Einleitung zum Stück Unschuld als „Rassismus in reinster Form“. Weiße Schauspieler seien grundsätzlich unmarkiert und könnten nach der Meinung von Loher grundsätzlich alles spielen. Schwarze Schauspieler müssten hingegen „ausgezeichnet“ sein.

## Weitere Aktionen
Mit Pressemitteilungen und Briefen wandte sich Bühnenwatch gegen die Verwendung des Wortes „Neger“ im Untertitel für eine Othello-Inszenierung am neuen theater Halle. Bei dem Begriff handele es sich um eine rassistische Beleidigung, die nicht nach Gutdünken oder abstrahiert verwendet werden könne, zumal aus einseitiger weißer Perspektive. Das Neue Theater Halle wies die Kritik zurück. Weiterhin führt Bühnenwatch einzelne Informationsveranstaltungen durch.

## Stimmen zur Rassismus-Debatte
- „Wir haben übrigens auch ein Problem bei der Auseinandersetzung mit dem Rassismus. Wir bearbeiten ihn mit Toleranz, aber Toleranz ist keine Lösung für Rassismus … Weil es keine Rolle spielt, ob unsere besten Freunde Migranten sind, wenn wir Hamlet, damit er ‚richtig‘ verstanden werden kann, nicht mit einem Schwarzen besetzen. Das Problem des Rassismus ist in erster Linie das Problem der Repräsentation. Vor allem im Theater.“ René Pollesch[26]

- „Ich glaube nicht, dass unsere Gesellschaft so weit ist, einen schwarzen Faust im Theater zu akzeptieren – leider.“ Christian Tombeil[27]